# Cephalodina acangassu
Cephalodina acangassu är en skalbaggsart som beskrevs av Martins och Maria Helena M. Galileo 1993. Cephalodina acangassu ingår i släktet Cephalodina och familjen långhorningar. Inga underarter finns listade.